# Động cơ V6

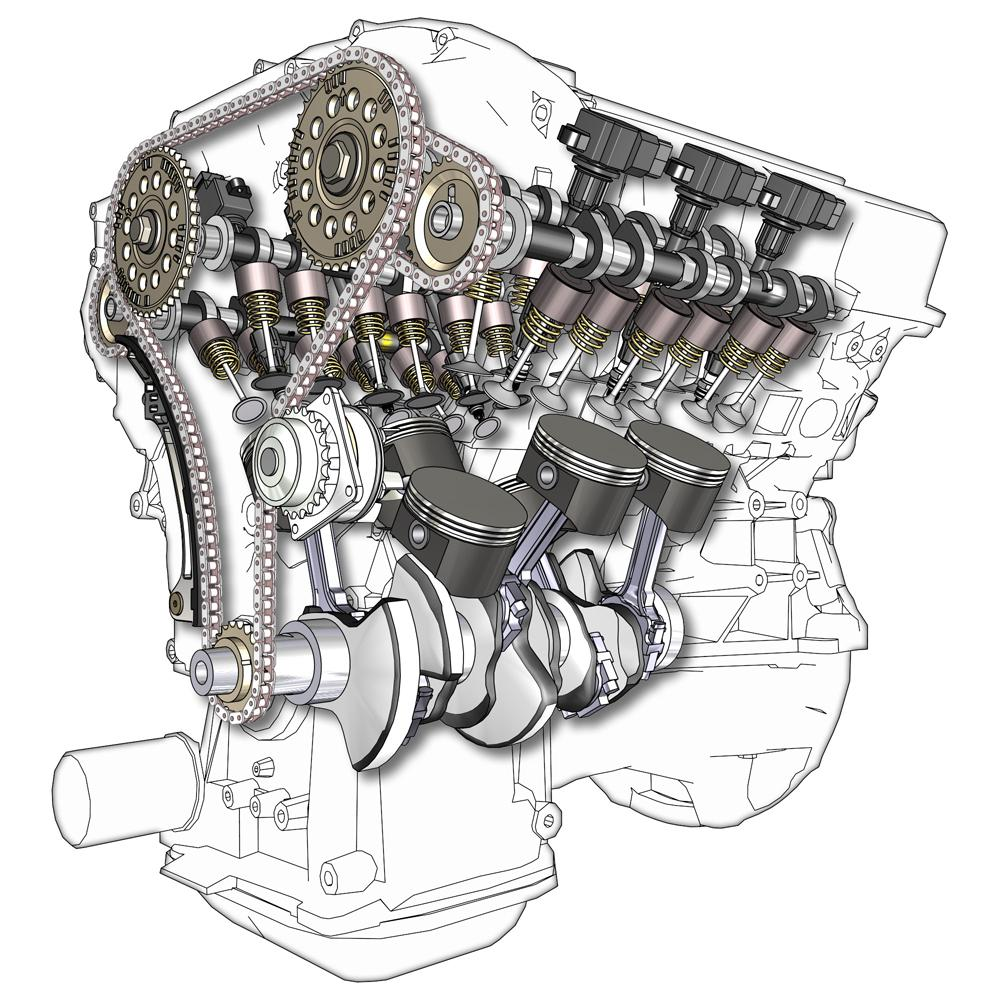
Chế độ xem cắt của động cơ V6 với trục cam kép trên cao

Động cơ V6 là một động cơ piston sáu xi lanh trong đó các xi lanh chia sẻ một trục khuỷu chung và được sắp xếp theo cấu hình V.
Động cơ nguyên mẫu V6 đầu tiên được sản xuất vào năm 1906, tuy nhiên phải đến năm 1950, động cơ V6 ô tô đầu tiên mới được sản xuất. Trong 20 đến 30 năm qua, bố trí động cơ V6 đã trở thành bố cục phổ biến nhất cho động cơ ô tô sáu xi-lanh.

## Thiết kế
Do có chiều dài ngắn, động cơ V6 thường được sử dụng làm tùy chọn động cơ lớn hơn cho các phương tiện được sản xuất với bốn động cơ nội tuyến, đặc biệt là trong các xe có động cơ ngang. Một nhược điểm của xe hơi hạng sang là động cơ V6 tạo ra nhiều rung động hơn động cơ sáu lắp thẳng. Một số xe thể thao sử dụng động cơ sáu phẳng thay vì động cơ V6, do trọng tâm thấp hơn (giúp cải thiện khả năng xử lý).
Sự dịch chuyển của động cơ V6 hiện đại thường nằm trong khoảng từ 2,5 đến 3,5 L (153 đến 214 in khối), mặc dù các ví dụ lớn hơn và nhỏ hơn đã được tạo ra, chẳng hạn như 1,8 L (110 in khối) Động cơ V6 được sử dụng trong Mazda MX3 1991-1998, và Rover 45 1999-2005.

### Cân bằng và độ mượt
Tất cả các động cơ V6, bất kể góc V giữa các bờ xi lanh, đều phải chịu sự mất cân bằng chính do mỗi bờ bao gồm một động cơ ba dòng, do số lượng xi lanh lẻ trong mỗi ngân hàng. Động cơ sáu động cơ thẳng và động cơ sáu động cơ phẳng không gặp phải sự mất cân bằng này. Để giảm các rung động gây ra bởi sự mất cân bằng này, một số động cơ V6 sử dụng đối trọng trên trục khuỷu và/hoặc trục cân bằng quay ngược.